# Эксерские камни

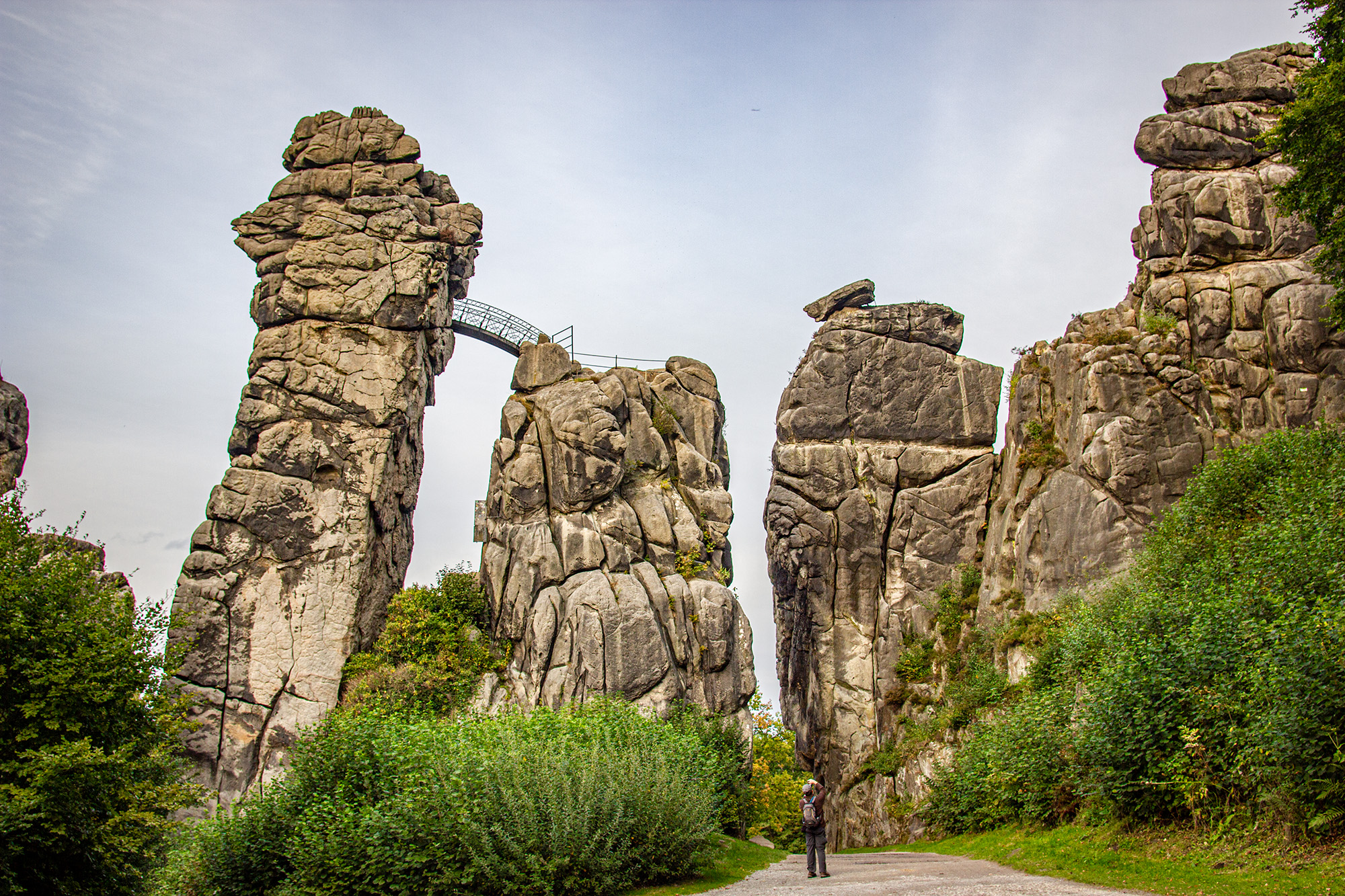

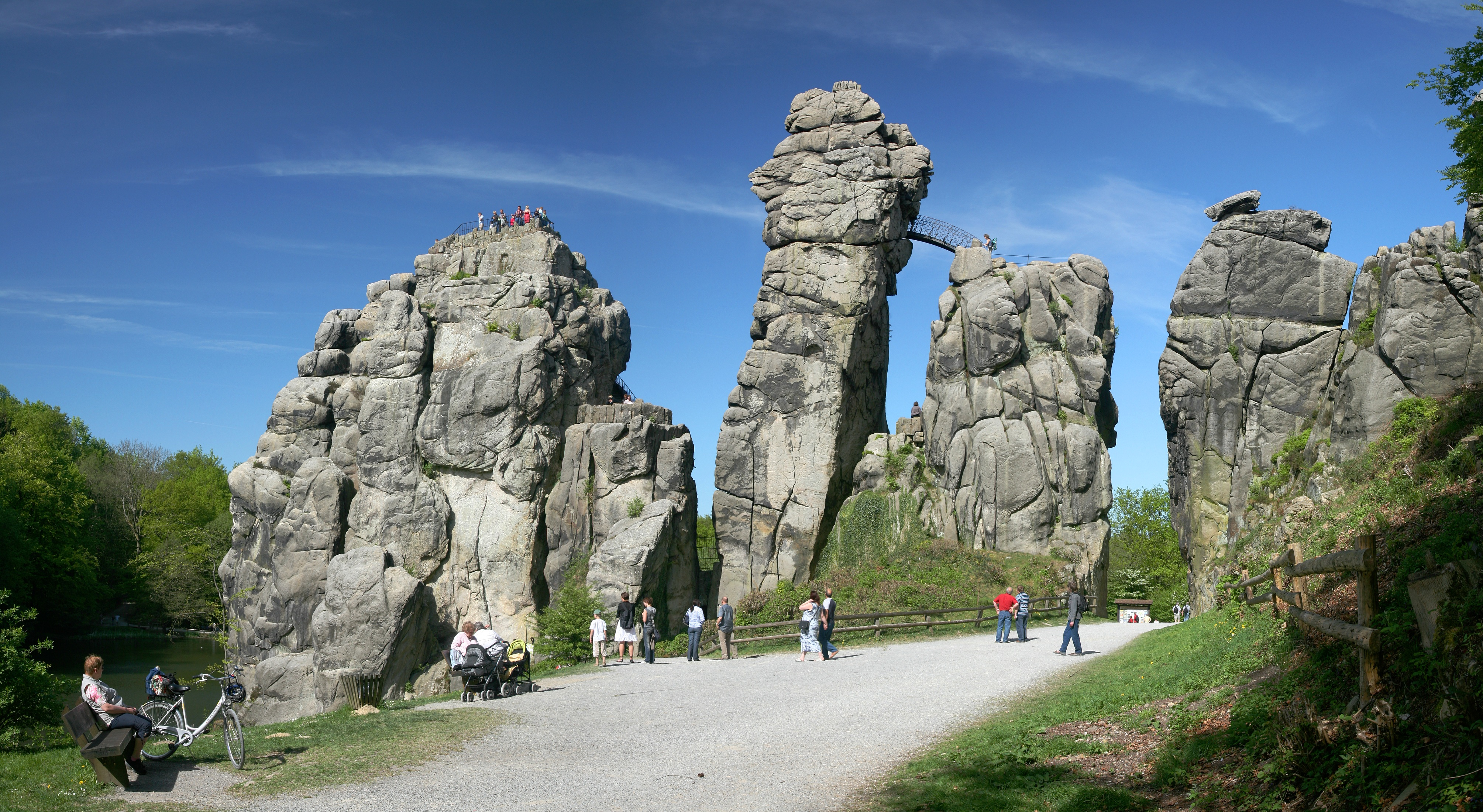
Вид с юго-западной стороны

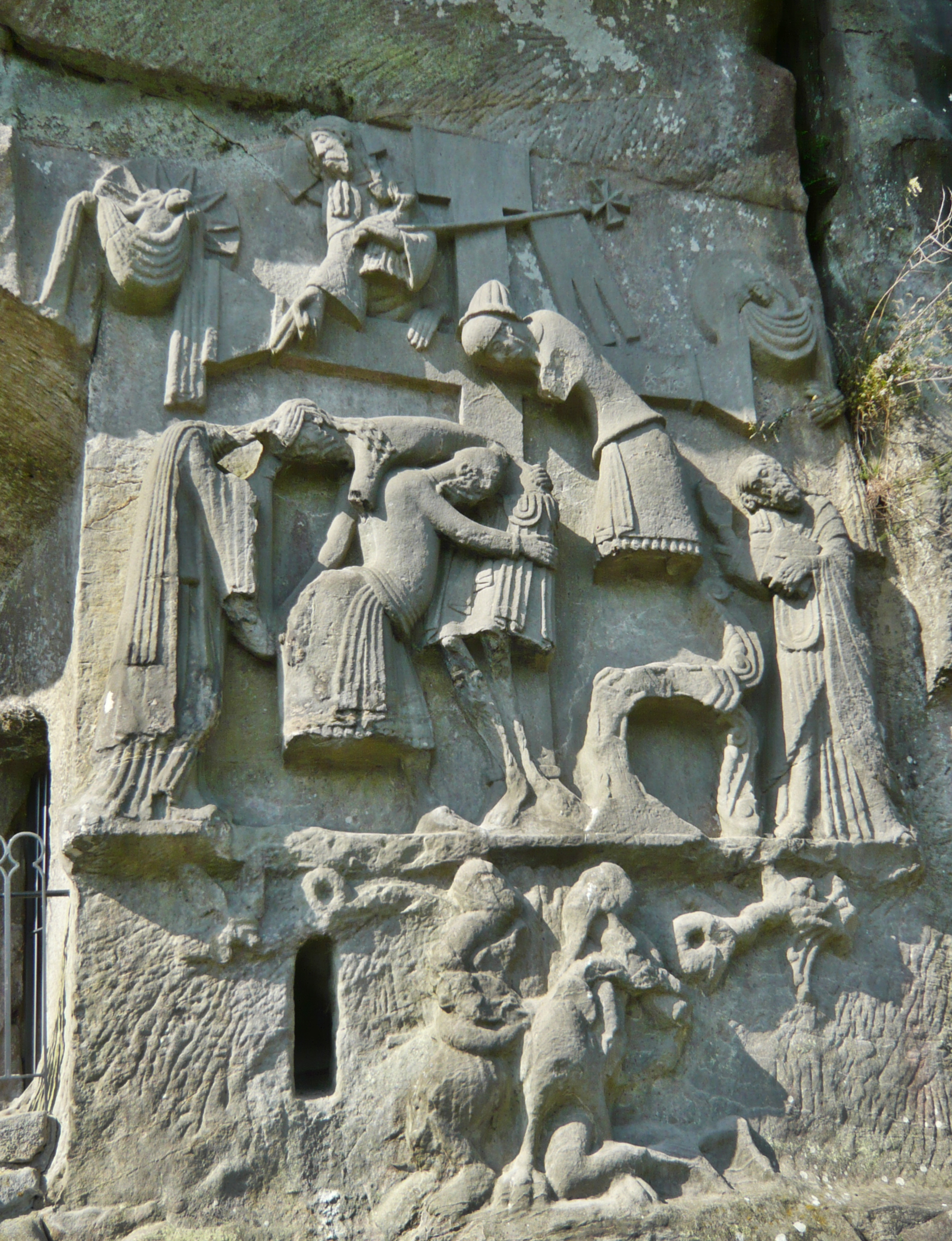
«Снятие с креста»

Эксерские камни (а также Эгстерские, Эгистерские или Эггерские камни) — группа скал в Тевтобургском Лесу вблизи Хорн-Бад-Майнберга, в районе Липпе, в Северном Рейне-Вестфалии. Она состоит из тянущегося с северо-запада на юго-восток на протяжении почти километра ряда колоссальных столбов и глыб песчаника, кое-где повалившихся и представляющих огромные, почти отвесные стены.
Внизу самой высокой и широкой из этих скал вырублена пещерная часовня, освященная, как видно по упавшей при ней надписи, в 1115 году. Снаружи, у входа в эту часовню, высечены на скале, по всей вероятности, около того же времени, с одной стороны фигура апостола Петра, а с другой — рельеф высотой приблизительно в 5, шириной приблизительно в 4 метра, изображающий в верхней своей части «Снятие со креста» — одно из замечательнейших произведений византийско-романского искусства.
Несмотря на то, что камень сильно выветрился и некоторые места рельефа отбиты или отвалились, он доныне поражает грандиозностью композиции и дает понятие о большом шаге вперед, сделанном скульптурой в начале XII столетия сравнительно с предшествовавшим временем.
Фигуры в нём уже не так коротки, как прежде, а Спаситель представлен даже чересчур длинным. Две бородатые фигуры (Никодим и Иосиф Аримафейский) снимают со креста бездыханное тело Христа; Богородица поддерживает голову своего Сына, и в её позе выказывается попытка на экспрессию (лик Богородицы совершенно стерся). По другую сторону от креста стоит удручённый горем апостол Иоанн.
Вверху изображен склонившийся над телом Христа Бог-Отец, он благословляет Его десницею, а в шуйце держит Его дух, улетевший из тела, и победную хоругвь.
Справа и слева от Бога-Отца — обычные в эпоху, к которой относится этот памятник искусства, олицетворения плачущих Луны и Солнца. Остаток византийского влияния проглядывает здесь только в правильности расположения и в мелочности выделки складок на драпировках, все же остальное имеет чисто романский характер: скульптор исполнил свою задачу хотя и с младенческой неумелостью, но, видимо, с искренним одушевлением, свободой и смыслом.
Нижнюю часть рельефа составляло аллегорическое изображение Страшного Суда, но оно до такой степени пострадало, что распознать его композицию совершенно невозможно.
Как Экстерская часовня, так и рельефы при ней, вероятно, суть произведения монахов находившегося вблизи от неё Аддингофского монастыря.
Во время Второй мировой войны эти места активно изучались главой СС Генрихом Гиммлером.

## Галерея

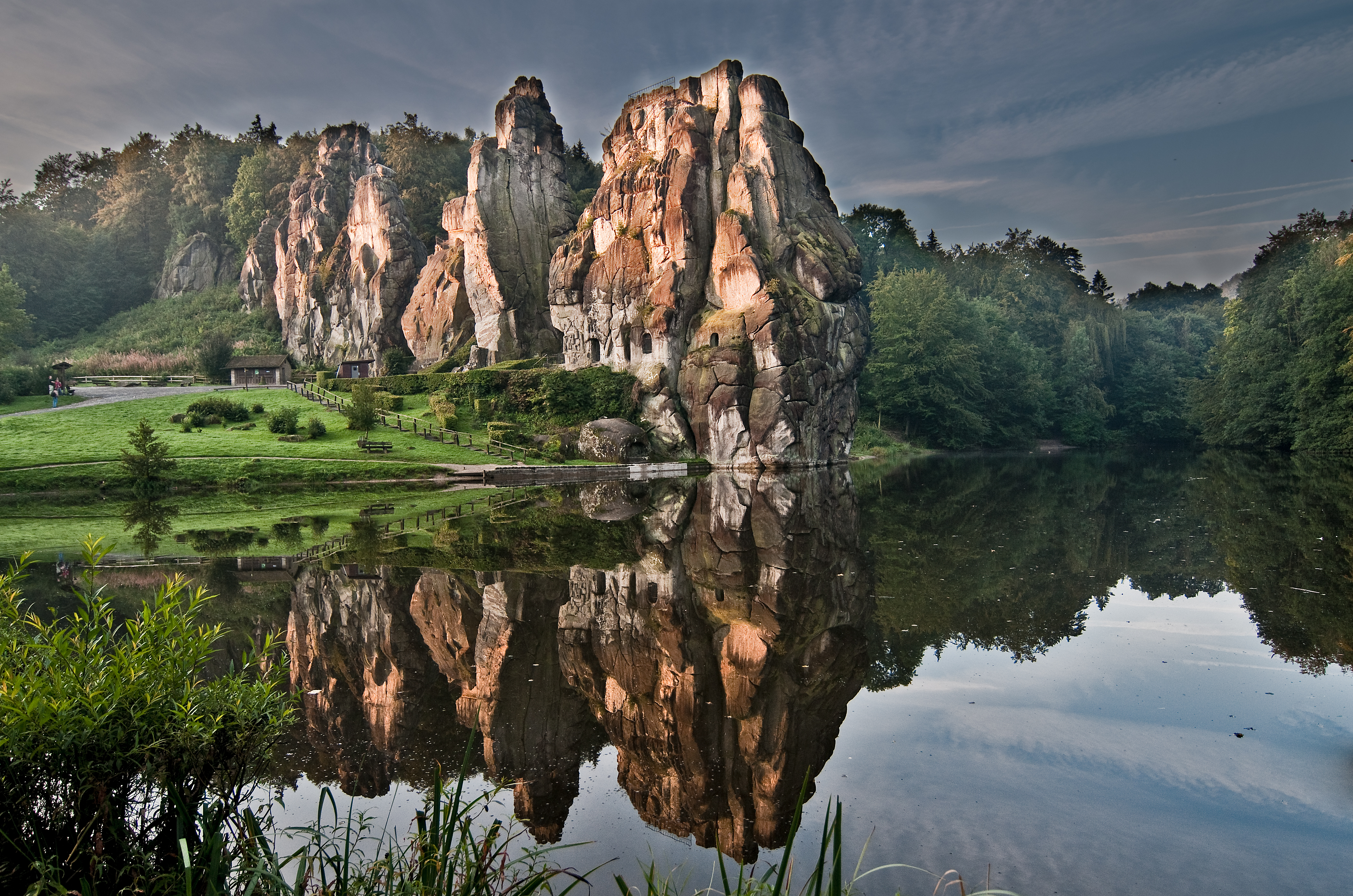
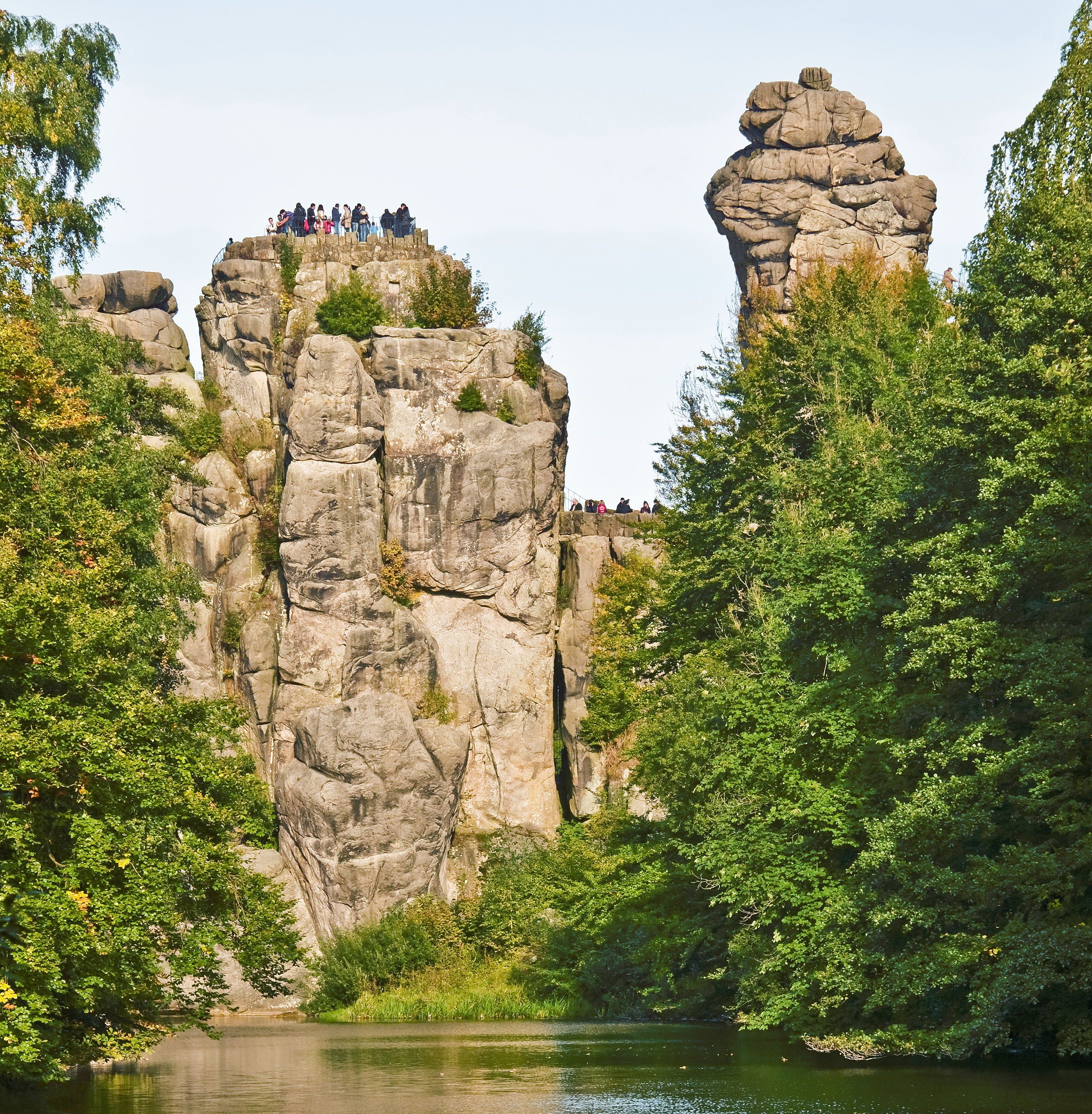
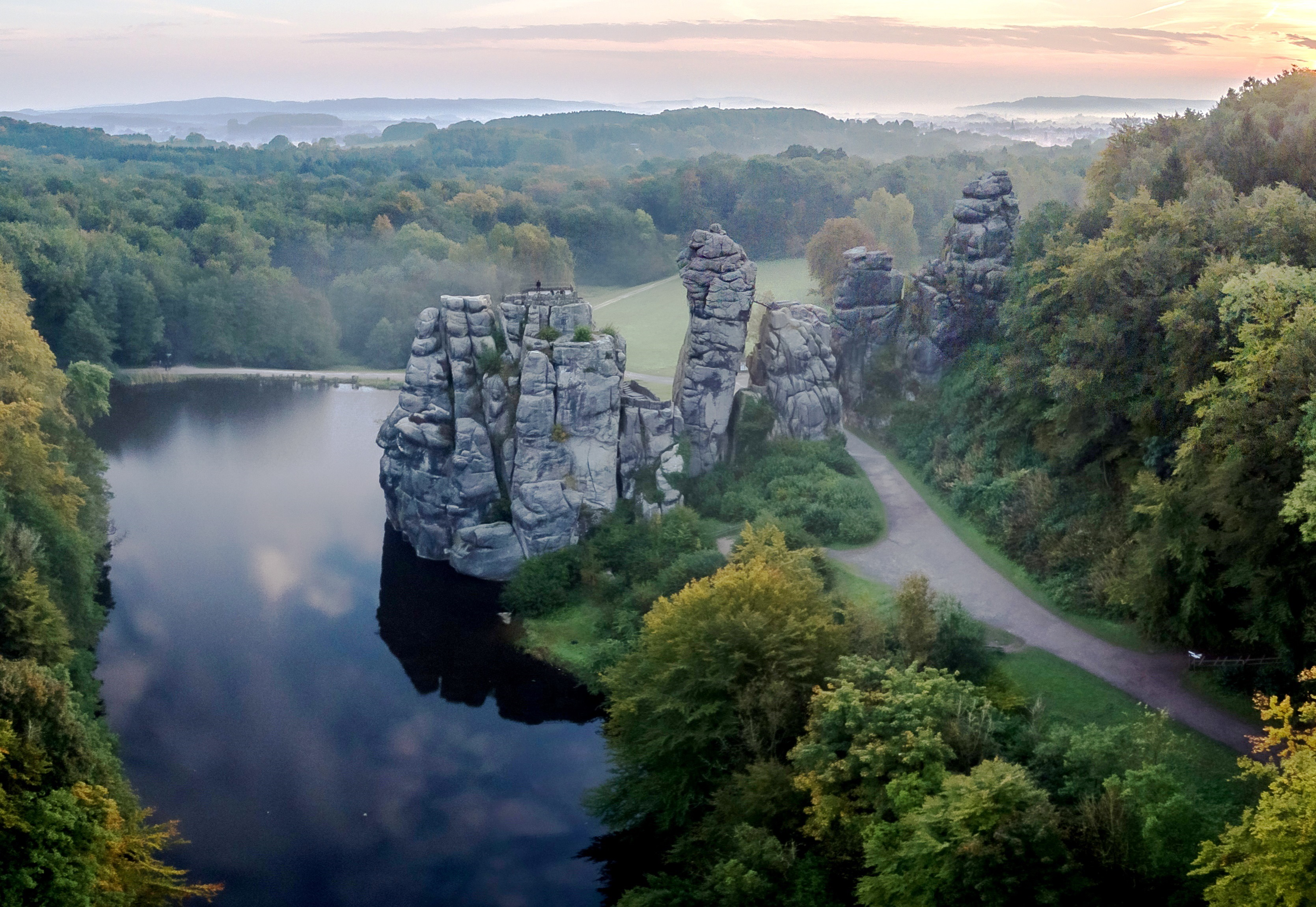